# IPhone 14
iPhone 14 và iPhone 14 Plus là bộ đôi điện thoại thông minh thuộc dòng iPhone được Apple công bố vào ngày 7 tháng 9 năm 2022, cùng với bộ đôi iPhone 14 Pro và iPhone 14 Pro Max. Đây là lần đầu tiên kể từ năm 2017, từ "Plus" được quay trở lại đặt tên cho một phiên bản iPhone, đồng thời "Mini" cũng bị loại bỏ. Đây là phiên bản thứ hai sử dụng cùng chip xử lý với thế hệ tiền nhiệm, trước đó là iPhone 5C.

## Tính năng

### Thiết kế
Về cơ bản, thiết kế của iPhone 14 giống hệt iPhone 13. Điểm khác biệt lớn nhất giữa hai dòng này là việc loại bỏ phiên bản Mini (5,4 inch) và thay thế bằng phiên bản Plus (6,7 inch).

## Dòng sản phẩm
| Dòng thời gian của các mẫu iPhone         |
| ----------------------------------------- |
| Xem thêm: Timeline of Apple Inc. products |

Nguồn: Apple Newsroom Archive